# Карпиловка (Дубенский район)
Карпиловка (укр. Карпилівка) — село в Крупецкой сельской общине Дубенского района Ровненской области Украины.
До 2020 года входило в Радивиловский район.
Население по переписи 2001 года составляло 399 человек. Почтовый индекс — 35543. Телефонный код — 3633. Код КОАТУУ — 5625888203.